# Gambling with the Devil
Gambling with the Devil è il dodicesimo album in studio del gruppo musicale power metal tedesco Helloween, pubblicato nel 2007.

## Il disco
Il primo singolo estratto dall'album, As Long As I Fall, è stato pubblicato nel settembre 2007 unicamente come download digitale.
La voce dell'Intro, Crack the Riddle, è di Biff Byford, storico cantante dei Saxon.

## Tracce
1. Crack the Riddle (Intro) - 0:52
2. Kill It - 4:13 (Deris)
3. The Saints - 7:06 (Weikath)
4. As Long As I Fall - 3:41 (Deris)
5. Paint a New World - 4:27 (Musica: Gerstner; testo: Gerstner/Weikath)
6. Final Fortune - 4:46 (Grosskopf)
7. The Bells of the Seven Hells - 5:22 (Deris)
8. Fallen to Pieces - 5:52 (Deris)
9. I.M.E. - 3:46 (Deris)
10. Can Do It - 4:30 (Weikath)
11. Dreambound - 5:57 (Musica: Gerstner; testo: Gerstner/Weikath)
12. Heaven Tells No Lies - 6:56 (Grosskopf)
13. We Unite (Bonus Track nell'edizione giapponese) - 4:34

### Disco 2 (solo nella versione Special Edition)
1. Find My Freedom (Bonus Track nell'edizione giapponese)
2. See the Night (Bonus Track)
3. Never Surrender - USA Tour Special Edition
4. As Long As I Fall (Demo Version) (Deris) - Japanese Version
5. As Long As I Fall - (Video con contenuti interattivi)
6. Trailer (contenuti interattivi)

Dal disco sono stati estratti tre singoli. Il primo è stato As Long As I Fall, il secondo Heaven Tells No Lies, il terzo The Bells of the Seven Hells.

## Formazione
- Andi Deris - voce
- Michael Weikath - chitarra
- Sascha Gerstner - chitarra
- Markus Großkopf - basso
- Daniel Loeble - batteria